# Kurt Schrader
Kurt Schrader (ur. 19 października 1951 w Bridgeport, Connecticut) – amerykański polityk, członek Partii Demokratycznej.
W latach 2009–2023 roku był przedstawicielem piątego okręgu wyborczego w stanie Oregon w Izbie Reprezentantów Stanów Zjednoczonych.